# Erwin Bulte
Erwin Hendricus Bulte (Amsterdam, 26 april 1968) is een Nederlands ontwikkelingseconoom. Hij is hoogleraar aan de Wageningen University & Research centre (sedert 2006) en aan de Universiteit Utrecht. Eerder was hij onderzoeker aan de Universiteit van Cambridge en de Universiteit van Oxford.

## Carrière
Bulte studeerde tropische bosbouw en ontwikkelingseconomie in Wageningen. In 1997 promoveerde hij aan dezelfde universiteit. Na zijn promotie werkte hij vanaf 1998 aan de Universiteit van Tilburg, vanaf 2000 als KNAW-onderzoeker. Ook was hij adviseur voor de Voedsel- en Landbouworganisatie.

## Eerbewijzen
In 2014 riep het Nederlandse vakblad De Economist Bulte uit tot beste econoom van Nederland. In 2017 werd Bulte benoemd tot lid van de Koninklijke Nederlandse Academie van Wetenschappen.

## Publicaties (selectie)
- Christa N. Brunnschweiler & Erwin H. Bulte: 'The resource curse revisited and revised. A tale of paradoxes and red herrings'. In: Journal of environmental economics and management, 2008, 31: 5, p.248-264
- Erwin H. Bulte: Towards a new green revolution. Nature pays, but who pays for nature? Inaugerele rede Universiteit van Tilburg, 2005
- Erwin H. Bulte: Essays in economics of renewable resources. Optimal management of trees, fish and mamals. Wageningen, Agricultural University, 1997, ISBN 90-6754-485-X (Orig. proefschr. Wageningen)